# 河陽郡
河陽郡，西晉永嘉五年（313年），寧州刺史王遜析永昌、雲南2郡置，郡治河陽縣（今雲南省大理市東鳳儀鎮），領河陽（與郡同時建立，今雲南省大理市東鳳儀鎮）、楪榆（原屬雲南郡，今雲南省大理市北）、永寧（原屬雲南郡，今雲南省寧蒗彝族自治縣北）、比蘇（原屬永昌郡，今雲南省雲龍縣）4縣。晉成帝時分比蘇置西河陽郡。至南朝劉宋時改稱東河陽郡，下領東河陽、楪榆2縣。蕭齊因之。蕭梁承聖二年（553年）西魏取蜀，南寧酋帥爨氏據有其郡。